# Road Salt One
Road Salt One es un álbum de la banda sueca Pain of Salvation, lanzado en 2010. Este álbum presenta un estilo cercano al blues, dejando el metal progresivo que caracterizaba los demás álbumes de la banda. 
El álbum está dividido en dos partes, Road Salt One y Road Salt Two, lanzado en 2011.
Pain of Salvation inició con este álbum un pequeño movimiento que influenció a otras bandas como Opeth, las cuales se alejaron también del metal para acercarse más al rock progresivo de los años 70.

## Lista de canciones
1. No Way 5:27
2. She Likes to Hide 2:57
3. Sisters 6:15
4. Of Dust 2:32
5. Tell Me You Don't Know 2:42
6. Sleeping Under the Stars 3:37
7. Darkness of Mine 4:16
8. Linoleum 4:55
9. Curiosity 3:34
10. Where It Hurts 4:51
11. Road Salt 3:03
12. Innocence 7:13